# Wijken en buurten in Kollumerland en Nieuwkruisland
De Nederlandse gemeente Kollumerland en Nieuwkruisland is voor statistische doeleinden onderverdeeld in wijken en buurten. De gemeente is verdeeld in de volgende statistische wijken:
- Wijk 00 Kollum (CBS-wijkcode:007900)
- Wijk 01 Oost (CBS-wijkcode:007901)
- Wijk 02 Noordwest (CBS-wijkcode:007902)
- Wijk 03 Zuidwest (CBS-wijkcode:007903)

Een statistische wijk kan bestaan uit meerdere buurten. Onderstaande tabel geeft de buurtindeling met kentallen volgens het Centraal Bureau voor de Statistiek (2008):
| CBS-buurtcode | Buurtnaam                       | Inwonertal | Opp. totaal (ha) | Opp. land (ha) | Ligging                |
| ------------- | ------------------------------- | ---------- | ---------------- | -------------- | ---------------------- |
| BU00790000    | Kollum                          | 5340       | 289              | 274            | Locatie in de gemeente |
| BU00790009    | Verspreide huizen Kollum        | 340        | 1208             | 1185           | Locatie in de gemeente |
| BU00790100    | Burum                           | 510        | 80               | 80             | Locatie in de gemeente |
| BU00790101    | Kollumerpomp                    | 320        | 96               | 96             | Locatie in de gemeente |
| BU00790102    | Warfstermolen                   | 140        | 73               | 73             | Locatie in de gemeente |
| BU00790103    | Munnekezijl                     | 430        | 47               | 44             | Locatie in de gemeente |
| BU00790104    | Augsbuurt                       | 70         | 450              | 448            | Locatie in de gemeente |
| BU00790106    | Verspreide huizen Burum         | 70         | 808              | 797            | Locatie in de gemeente |
| BU00790107    | Verspreide huizen Kollumerpomp  | 120        | 1272             | 1264           | Locatie in de gemeente |
| BU00790108    | Verspreide huizen Warfstermolen | 50         | 756              | 752            | Locatie in de gemeente |
| BU00790109    | Verspreide huizen Munnekezijl   | 100        | 2536             | 2517           | Locatie in de gemeente |
| BU00790200    | Oudwoude                        | 700        | 181              | 180            | Locatie in de gemeente |
| BU00790201    | Triemen                         | 350        | 233              | 232            | Locatie in de gemeente |
| BU00790202    | Westergeest                     | 510        | 78               | 72             | Locatie in de gemeente |
| BU00790208    | Verspreide huizen Oudwoude      | 130        | 702              | 679            | Locatie in de gemeente |
| BU00790209    | Verspreide huizen Westergeest   | 120        | 902              | 886            | Locatie in de gemeente |
| BU00790300    | Kollumerzwaag                   | 2880       | 481              | 480            | Locatie in de gemeente |
| BU00790301    | Zwagerbosch                     | 620        | 29               | 29             | Locatie in de gemeente |
| BU00790302    | Veenklooster                    | 110        | 248              | 248            | Locatie in de gemeente |
| BU00790309    | Verspreide huizen Kollumerzwaag | 150        | 656              | 651            | Locatie in de gemeente |